# Megachile antinorii
Megachile antinorii là một loài Hymenoptera trong họ Megachilidae. Loài này được Gribodo mô tả khoa học năm 1879.